# Method Kilaini
Method Kilaini (ur. 30 marca 1948 w Kagoma) – tanzański duchowny rzymskokatolicki, w latach 2009–2024 biskup pomocniczy Bukoby.

## Życiorys
Święcenia kapłańskie otrzymał 18 marca 1972. Był m.in. sekretarzem generalnym Konferencji Episkopatu Tanzanii.

### Episkopat
22 grudnia 1999 papież Jan Paweł II mianował go biskupem pomocniczym archidiecezji Dar-es-Salaam ze stolicą tytularną Strumnitza. Sakry biskupiej udzielił mu 18 marca 2000 kard. Polycarp Pengo.
5 grudnia 2009 został biskupem pomocniczym Bukoby.
31 października 2018 została mu nadana stolica tytularna Tamalluma.
27 stycznia 2024 przeszedł na emeryturę. 